# Монивидовичі
 Монивидовичі  (лит. Manvydai)— боярський рід ВКЛ.

## Представники
- Кайлікін (Гайлікін)
  - Альберт (Войтех) Монивид (лит. Manvydas), перша дружина: за однією з версій — смоленська княжна Юліанія — донька великого князя Смоленського Святослава Івановича і, можливо, сестра дружини Вітовта Анни, може, мали сина Івашка, за іншою — Ядвіґа, син Івашко; друга дружина Юліанія, донька брянського князя Дмитра Ольгердовича-старшого
    - Іван (Івашко)
      - Альберт (Войтех),
      - Іван
      - Ядвіга — дружина Олехна Судимонтовича
      - Софія Анна — дружина Миколи Радивиловича

  - Юрій Гедигольд, дружина Анастасія
    - Петро (Петро Сенька Гедигольдович)